# 구글 허밍버드
구글 허밍버드(Google Hummingbird)는 2013년 구글에 상당한 알고리즘 변화를 가져다준 코드명이다. 허밍버드는 한국어로 벌새를 의미하며 '구글 허밍버드'라는 이름은 벌새의 속도와 정확성에서 기인한 것이다. 이 변화는 2013년 9월 26일 발표되었으며 그 전에 이미 한 달 간 사용이 있었다. 허밍버드는 자연어 조회에 더 큰 강조점을 두며 개개의 키워드의 문맥과 의미를 고려한다. 웹사이트의 개별 페이지의 내용을 더 깊숙히 살펴보며 단순히 웹사이트의 홈페이지가 아닌 더 적절한 페이지로 직접 사용자를 안내하는 개선된 기능을 제공한다.
이 업그레이드는 수년 간 구글 검색에 가장 큰 변화를 주었으며 더 인간적인 검색 상호작용, 그리고 대화 및 의미에 더 큰 초점을 두게 되었다. 그러므로 웹 개발자들과 저자들은 강제된 키워드가 아닌 자연어 쓰기를 통해 자신들의 웹사이트를 최적화할 것이 장려되었다.

## 역사
구글은 2013년 9월 언론 행사에서 새 검색 알고리즘인 허밍버드를 발표했으며, 발표하기 약 1달 전 이 알고리즘은 이미 사용되고 있었다.

## 같이 보기
- 구글 판다
- 구글 펭귄